# یارنل (پنسیلوانیا)
یارنل (به انگلیسی: Yarnell) یک منطقهٔ مسکونی در ایالات متحده آمریکا است که در پنسیلوانیا قرار دارد. یارنل ۳۳۴٫۹۸ متر بالاتر از سطح دریا واقع شده‌است.